# یواس‌اس چولیر (دی‌دی-۴۵۱)
یواس‌اس چولیر (دی‌دی-۴۵۱) (به انگلیسی: USS Chevalier (DD-451)) یک کشتی بود که طول آن ۱۱۴٫۷ متر (۳۷۶ فوت) بود. این کشتی در سال ۱۹۴۲ ساخته شد.